# Пирри, Уильям Джеймс
Уильям Джеймс Пирри, 1-й виконт Пирри (англ. William James Pirrie, 1st Viscount Pirrie; 31 мая 1847 — 24 июня 1924) — ирландский судостроитель и бизнесмен. С 1895 по 1924 год являлся председателем верфи «Харленд энд Вулф», а также лорд-мэр Белфаста между 1896 и 1898 годами.

## Биография
Уильям Джеймс Пирри родился 31 мая 1847 года в Квебеке, Канада. Его родителями были Джеймс Александр Пирри и Элиза Своу Монтгомери. Спустя два года семья переехала в Ирландию, где обосновалась в Конлиге, графство Даун. Среди родственников Пирри были премьер-министр Северной Ирландии Джон Миллер Эндрюс, главный конструктор Титаника Томас Эндрюс и главный судья Северной Ирландии Джеймс Эндрюс.
В 1862 году Пирри окончил Королевскую академию в Белфасте. Спустя двенадцать лет Пирри стал партнёром в «Харленд энд Вулф», а после смерти Эдварда Харланда в 1895 году председателем верфи. В 1896 году Пирри избирают лорд-мэром Белфаста, а в 1897 году принимают в ряды Тайного совета Ирландии. В 1898 году Уильяму Джеймсу Пирри было присвоено звание почётного гражданина Белфаста. В 1906 году Пирри был возведён в звание пэра, а в 1908 году награждён орденом Святого Патрика.
С 1908 по 1914 год лорд Пирри был про-канцлером университета Квинс, а во время Первой мировой войны членом ирландского комитета по финансам. В 1912 году Пирри планировал отправиться в первый рейс лайнера «Титаник», но отменил путешествие из-за болезни. В 1921 году Пирри был избран в Сенат Северной Ирландии, а в июле того же года, в качестве награды за открытие парламента Северной Ирландии, присвоено звание виконта.
Лорд Пирри скончался 7 июня 1924 года от пневмонии во время путешествия по Кубе. Позже из Нью-Йорка его тело было перевезено в Ирландию на борту «Олимпика». Похоронен на городском кладбище Белфаста.
В телесериале 2012 года «„Титаник“: Кровь и сталь» роль Пирри исполнил британский актёр сэр Дерек Джекоби.